# ケータハム・CT03
ケータハム CT03 (Caterham CT03) は、ケータハムF1チームが2013年のF1世界選手権参戦用に開発したフォーミュラ1カーである。

## 概要
前年のCT01に続くマシンはCT03と命名された。CT02とならなかった理由は、自動車会社のケータハムカーズとルノー傘下のアルピーヌが提携して開発するスポーツカーの名称に「CT02」を使用する予定であるため。

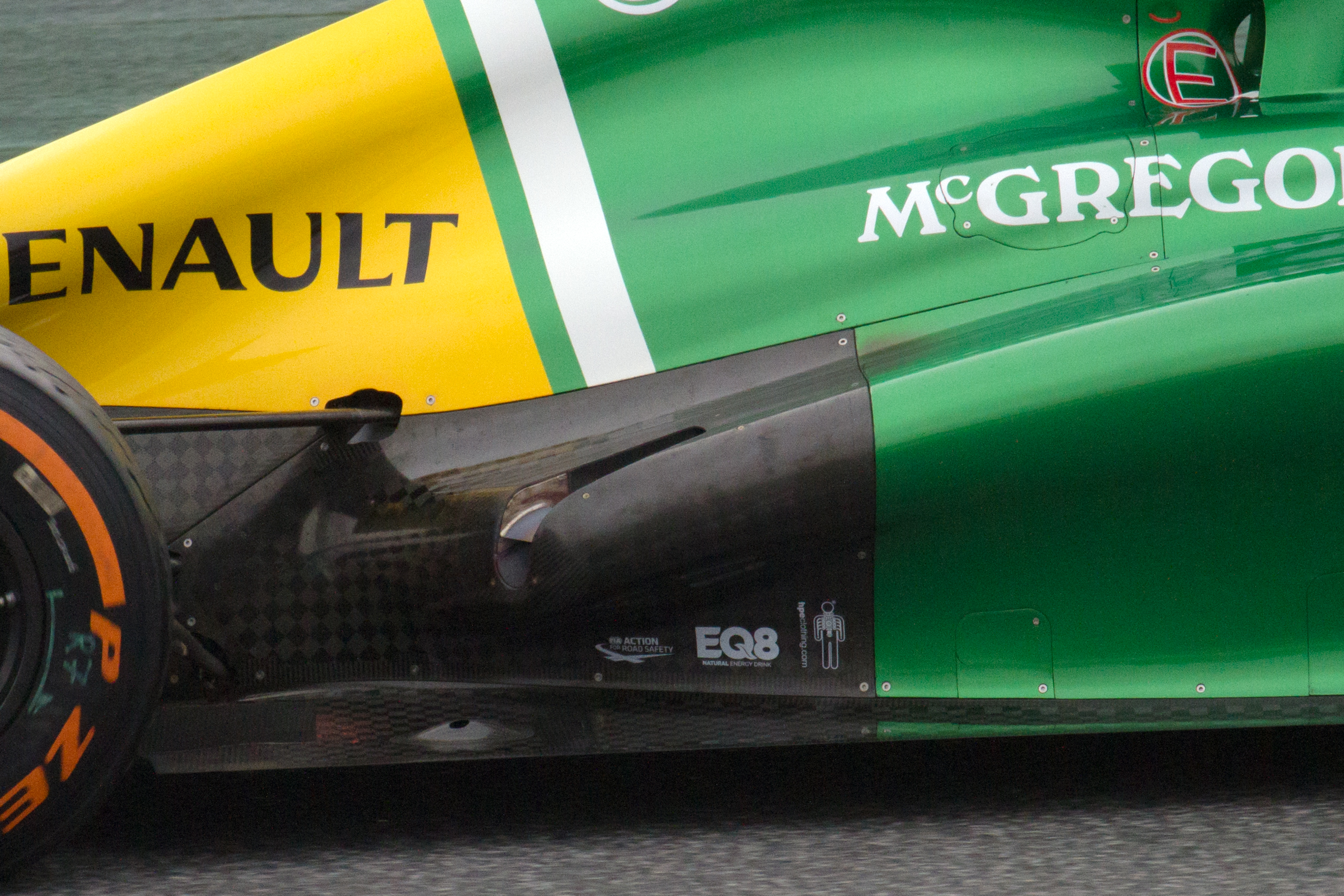
排気口の整流板（バルセロナテスト時）

プレシーズンテストでは、コアンダエキゾーストの溝の中に取り付けた整流板がレギュレーション違反ではないかと指摘された。チーム側は規定の範囲内と主張したが、国際自動車連盟 (FIA) から違法との通達を受けて、シーズン開幕前に取り外した。
ノーズはレギュレーション改定によって認められた化粧板（バニティパネル）を装着せず、段差が露わになったままである。余分な重さを嫌ったためで、ケータハムの他にもロータスがこの様な処理を選択した。
カラーリングはブリティッシュ・グリーンの色がメタリック系に変更された。

## スペック
ソース
- エンジン名 ルノー製V8 RS27-2013
- シャーシ カーボンファイバー
- ボディ カーボンファイバー
- フロントサスペンション カーボンファイバー
- リアサスペンション カーボンファイバー
- ダンパー ペンスキー/マルチマチック製
- ステアリング ケーターハムF1チーム
- ギアボックス レッドブル・テクノロジー製
- KERS レッドブル・テクノロジー製
- クラッチ APレーシング
- ホイール BBS
- タイヤ ピレリ
- ブレーキディスク カーボン・インダストリーまたはヒトコ製
- ブレーキキャリパー APレーシング
- ブレーキパッド カーボン・インダストリーまたはヒトコ製
- 冷却システム ケータハムF1チーム
- コクピット機器 マクラーレン・エレクトロニック・システムズ (MES) 製
- シートベルト シュロス
- ステアリング ケータハムF1チーム
- ドライバーズシート ケータハムF1チーム
- 消火器 FEV製
- ホイール BBS（ケータハム専用設計）
- 燃料タンク ATL製
- 燃料 トタル
- 潤滑油 複数社
- ホイールベース 3,000 mm以上
- 全長 約5,000 mm
- 全高 950mm

## 記録
| 年   | No. | ドライバー | 1   | 2   | 3   | 4   | 5   | 6   | 7   | 8   | 9   | 10  | 11  | 12  | 13  | 14  | 15  | 16  | 17  | 18  | 19  | ポイント | ランキング |
| 年   | No. | ドライバー | AUS | MAL | CHN | BHR | ESP | MON | CAN | GBR | GER | HUN | BEL | ITA | SIN | KOR | JPN | IND | ABU | USA | BRA | ポイント | ランキング |
| ---- | --- | ---------- | --- | --- | --- | --- | --- | --- | --- | --- | --- | --- | --- | --- | --- | --- | --- | --- | --- | --- | --- | -------- | ---------- |
| 2013 | 20  | ピック     | 16  | 14  | 16  | 17  | 17  | Ret | 18  | 15  | 17  | 15  | Ret | 17  | 19  | 14  | 18  | Ret | 19  | 20  | Ret | 0        | 11位       |
| 2013 | 21  | ガルデ     | 18  | 15  | 18  | 21  | Ret | 15  | Ret | 18  | 18  | 14  | 16  | 18  | 16  | 15  | Ret | Ret | 18  | 19  | 18  | 0        | 11位       |

- 太字はポールポジション、斜字はファステストラップ。(key)